# 博爾索·埃斯特
博爾索·埃斯特（義大利語：Borso d'Este；1413年8月24日—1471年8月20日），埃斯特家族的成員，費拉拉公爵，也是第一任摩德納公爵（1450年-1471年）。

## 生平
博爾索是費拉拉侯爵尼科洛三世·埃斯特和情婦托洛梅的斯特拉的私生子。1450年10月1日，博爾索繼承他的兄長雷奧內羅·埃斯特的爵位。
1452年5月18日，皇帝腓特烈三世確認晉升他的封地為公國。1471年4月12日，在聖彼得大教堂，博爾索還被教皇保羅二世任命為費拉拉公爵。

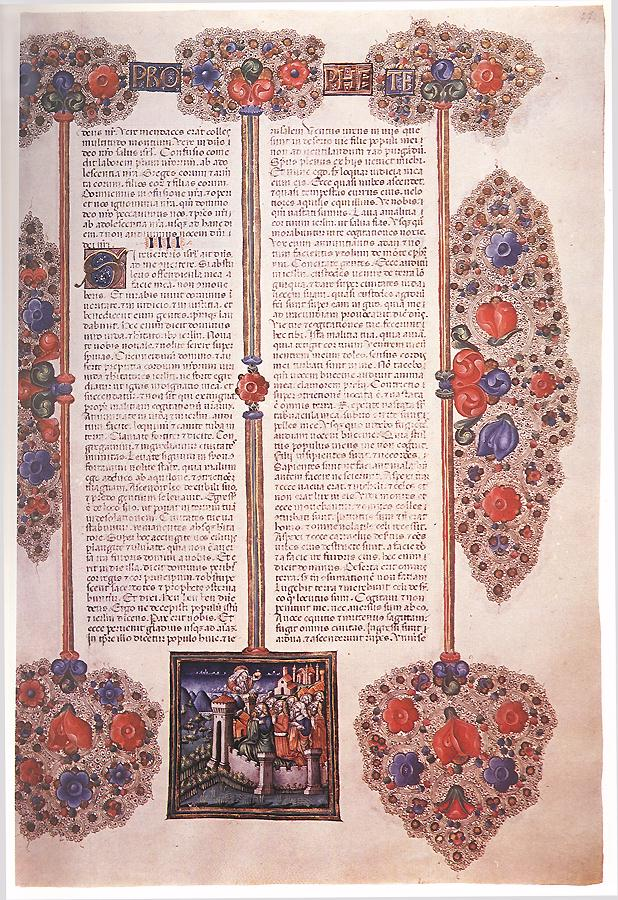
博爾索·德·埃斯特聖經的其中一頁。

博爾索為他的國家奉行擴張主義政策，並為他的家庭奉行貴族化政策。博爾索總體上與威尼斯共和國結盟，同時與米蘭公國的弗朗切斯科一世·斯福爾扎和佛羅倫斯的美第奇家族為敵。這些敵人導致爆發不分勝負的莫利內拉戰役。博爾索普遍受到臣民的讚賞，除了他在1471從頭開始建造一座山的計劃，引起臣民不滿——後來他被迫放棄這一愚蠢計劃。
博爾索的宮廷是所謂的費拉拉畫派的中心，該畫派的成員包括弗朗西斯科·德爾·科薩、爾科萊·德·羅伯蒂和科西莫·圖拉。在博爾索統治期間，他們最重要的任務是為斯齊法諾亞宮繪製壁畫和博爾索·德·埃斯特聖經。博爾索還保護了許多音樂家，包括皮特羅博諾·德爾·奇塔里諾、尼科洛·托德斯科和布拉西奧·蒙托利諾。
作為一個受教育程度較低的人（與他的兄弟雷奧內羅不同），博爾索對藝術有一種務實的看法，認為藝術是一種強大的宣傳工具，可以通過投射個人輝煌的形象來促進他的政治野心。博爾索喜歡將自己描繪成一位理想的統治者，例如斯基法諾亞宮的壁畫。正如後來盧多維科·阿里奧斯托（Ludovico Ariosto）的詩《瘋狂奧蘭多》（Orlando Furioso）中所宣稱的那樣，他作為慷慨的藝術贊助人的傳統形像也是一種理想化的表現。儘管他在文化和景觀上揮霍無度以提升自己的政治形象，但他對他資助的藝術家卻一點也不慷慨，他認為這些藝術家不值得任何特別考慮。這種態度的一個臭名昭著的例子是他對科薩的吝嗇對待，科薩因此放棄費拉拉前往博洛尼亞。 博爾索的個人《聖經》（1455年委託製作）是意大利文藝復興時期最宏偉的插圖手稿之一，也是一件極其昂貴的藝術品。聖經的製作成本恰好是多米尼哥·基蘭達奧(Domenico Ghirlandaio) 為佛羅倫斯新聖母大殿(Santa Maria Novella) 建造整個托納波尼小聖堂(Tornabuoni Chapel) 所支付費用的兩倍 。僅照明工程就花費了五千里拉，這在當時是一筆巨款|group=n}}；然而，其主要插圖作者塔德奧·克里維利似乎典當了他正在撰寫的其他手稿的部分內容，以緩解資金問題。
博爾索從未結婚，也沒有留下繼承人。他的繼任者是他同父異母的弟弟埃爾科萊一世·埃斯特。